# The Redeeming Sin
Pour plus de détails, voir Fiche technique et Distribution.
The Redeeming Sin est un film américain réalisé par James Stuart Blackton, sorti en 1925.

## Fiche technique
- Titre : The Redeeming Sin
- Réalisation : James Stuart Blackton
- Scénario : Marian Constance Blackton
- Photographie : L. William O'Connell
- Pays d'origine : États-Unis
- Format : Noir et blanc - 1,33:1 - Film muet
- Genre : drame
- Durée : 70 minutes
- Date de sortie : 1925

## Distribution
- Alla Nazimova : Joan
- Lou Tellegen : Lupin
- Carl Miller : Paul Dubois
- Otis Harlan : Papa chuchu
- Rosita Marstini : Mère Michi
- William R. Dunn : Gaston
- Rose Tapley : Marquise